# Finnmarksvidda
Finnmarksvidda, vagy más néven a Finnmark-felvidék Norvégia legnagyobb felvidéke 22000 négyzetkilométernél is nagyobb területen fekszik. Felszíne 300 és 500 méteres tengerszint feletti magasságok között váltakozik. Finnmark megyének mintegy 36%-a a Finnmarksvidda területéhez tartozik. 

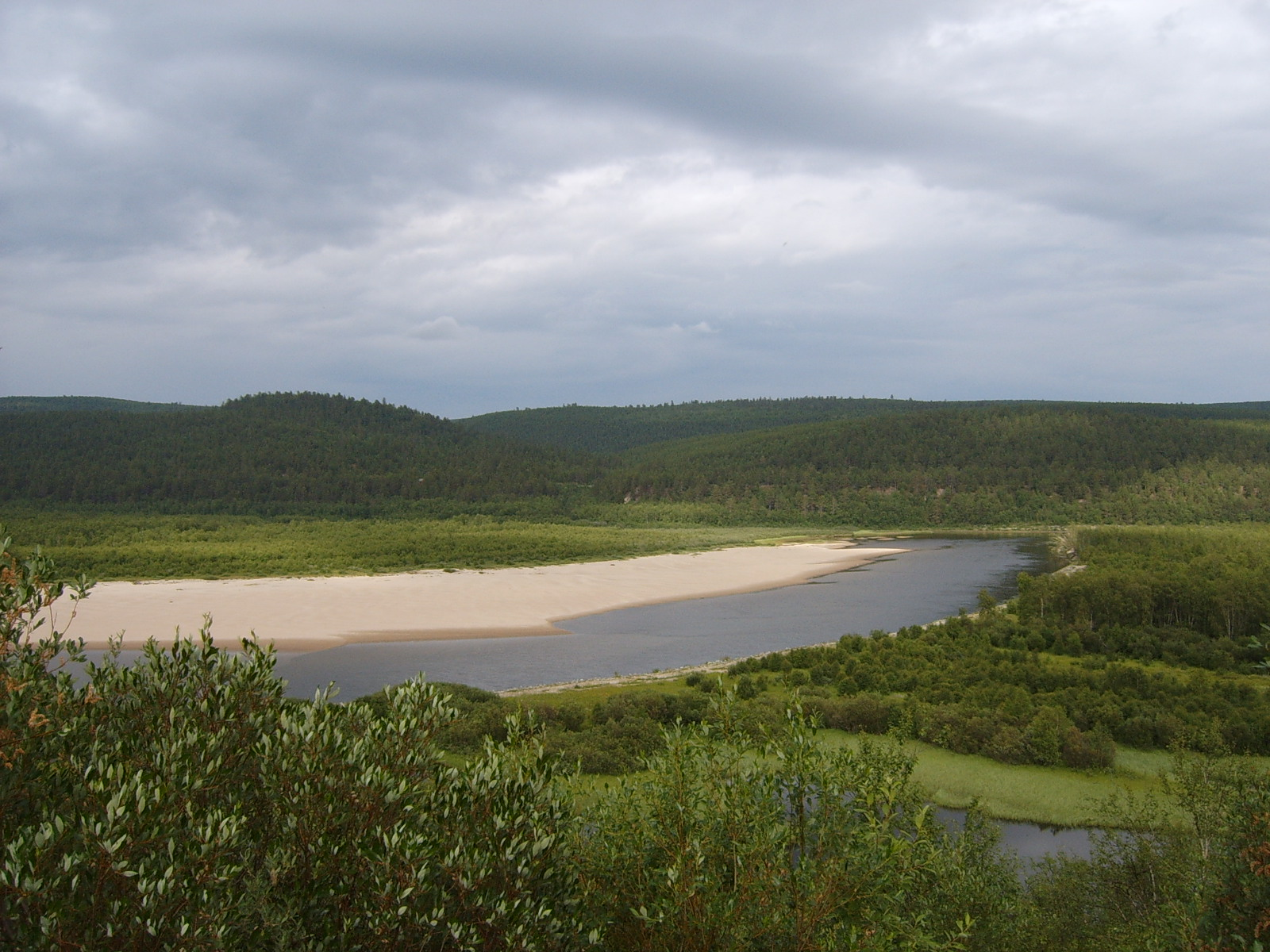
A Finnmarksvidda legalacsonyabb vidékein

## Földrajza

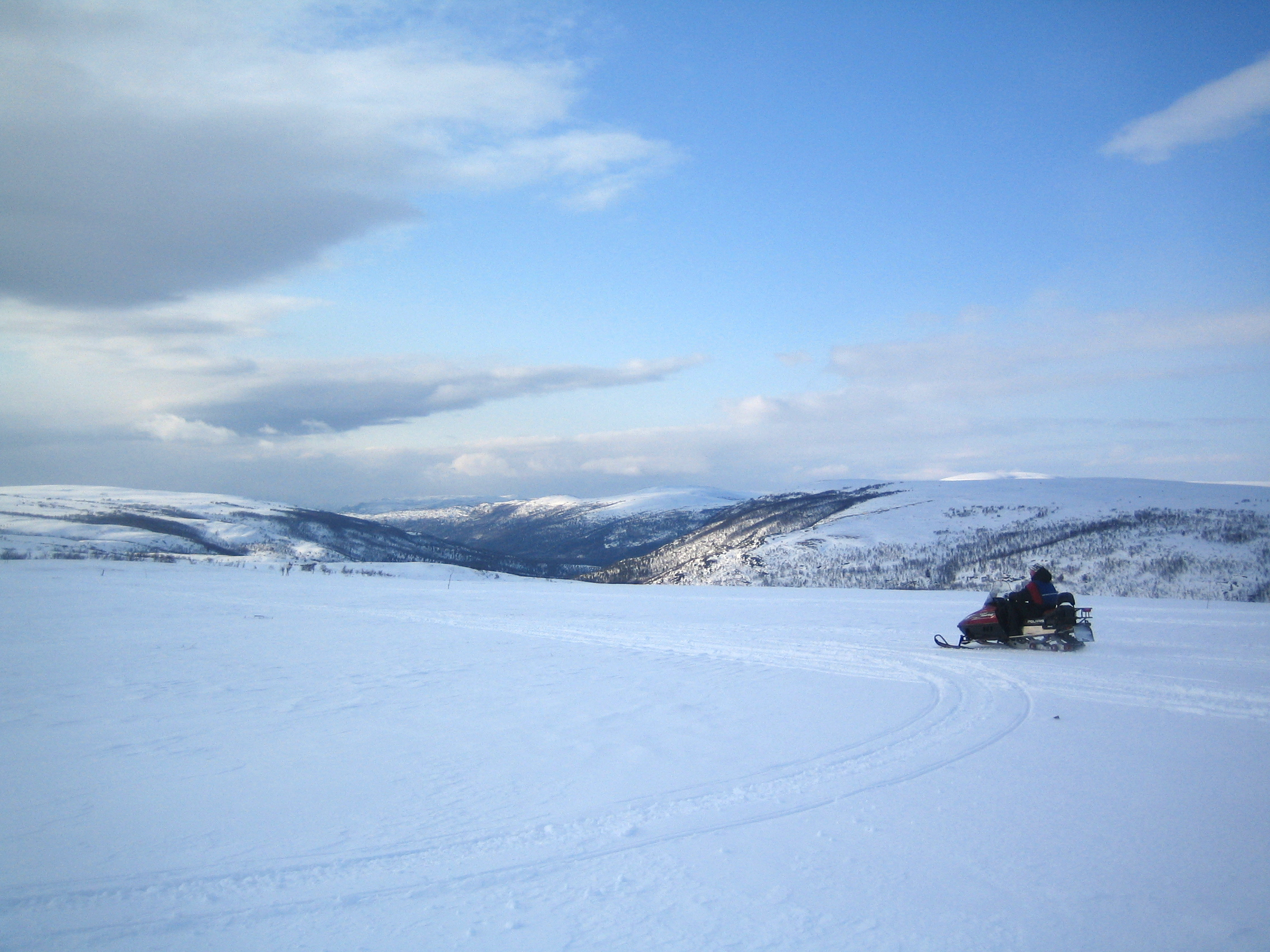
A Finnmarksvidda Alta közelében

Altától a Varanger-félszigetig keleten, mintegy 300 kilométer szélességben terül el Norvégia legészakabbi részeitől, egészen Finnországig. A fennsík délkeleti részén az 1976-ban megnyitott, 1409 négyzetkilométeres területű Øvre Anárjohka Nemzeti Park található.

## Növény- és állatvilága
A fennsíkon fenyveserdők és nyírfaligetek, mocsarak és gleccserek által kivájt tavak találhatóak. Finnmarksvidda az északi sarkkörtől északabbra található és a nomád életmódjukról híres számik és az általuk terelgetett rénszarvascsordák lakóhelye. Telente a tundrát használják menedékként. 

## Éghajlata

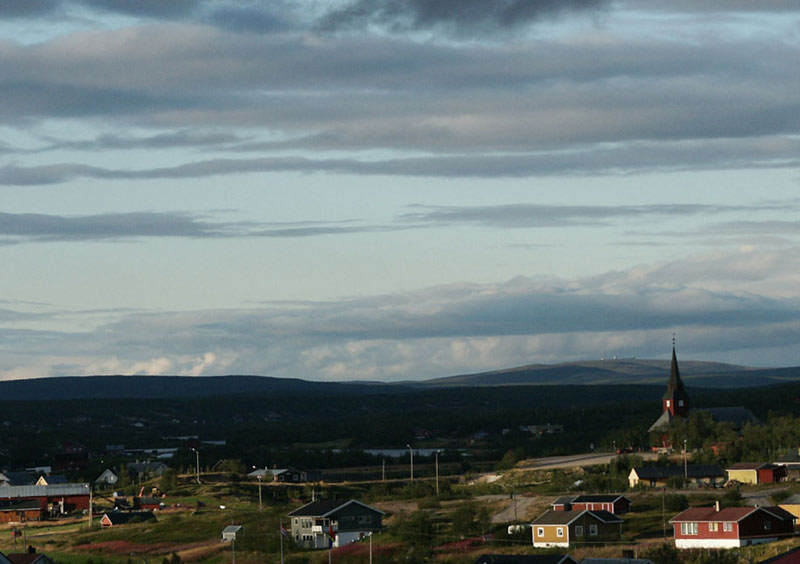
Finnmarksvidda a leghidegebb térség a kontinentális Norvégián belül

Finnmarksvidda éghajlata kontinentális, a leghidegebb hőmérsékleti elemekkel egész Norvégiában. 1886. január 1-jén például -51,4 °C-ot mértek Karasjokban, amely az eddigi hidegrekord Norvégiában. Ugyanitt a januári átlagos középhőmérséklet -17,1 °C, míg a júliusi átlagos középhőmérséklet 13,1 °C. Az éves középhőmérséklet -2,4 °C körül alakul. Az éves átlagos csapadékmennyiség 366 milliméter.A Karasjokban mért eddigi rekordhőmérséklet 32,4 fok volt, amelyből következik, hogy az éves hőingás elérheti a 84 °C-ot is, amely igen szélsőségesnek tekinthető Európában.

## Fordítás
Ez a szócikk részben vagy egészben  a   Finnmarksvidda című angol Wikipédia-szócikk fordításán alapul.  Az eredeti cikk szerkesztőit annak laptörténete sorolja fel. Ez a jelzés csupán a megfogalmazás eredetét és a szerzői jogokat jelzi, nem szolgál a cikkben szereplő információk forrásmegjelöléseként.